# Erondegemse Pijl 2018
La 8e édition de l'Erondegemse Pijl a eu lieu le 4 août 2018. Elle fait partie de la Lotto Cycling Cup 2018 et du calendrier UCI en catégorie 1.2. Elle est remportée par la Néerlandaise Nina Kessler.

## Récit de course
Nina Kessler s'impose au sprint.

## Classements

### Classement final
| \| Classement général \| Classement général \| Classement général \| Classement général \| Classement général \| \| Coureuse \| Coureuse \| Pays \| Équipe \| Temps \| \| ------------------ \| ----------------------- \| ------------------ \| ------------------------------------- \| ------------------ \| \| 1re \| Nina Kessler \| Pays-Bas \| Hitec Products-Birk Sport \| 3 h 02 min 48 s \| \| 2e \| Evy Kuijpers \| Pays-Bas \| Jan van Arckel \| + 0 s \| \| 3e \| Monique van de Ree \| Pays-Bas \| WaowDeals \| + 0 s \| \| 4e \| Ilaria Sanguineti \| Italie \| Valcar PBM \| + 0 s \| \| 5e \| Marjolein van 't Geloof \| Pays-Bas \| Lotto Soudal Ladies \| + 0 s \| \| 6e \| Alison Jackson \| Canada \| Tibco-Silicon Valley Bank \| + 0 s \| \| 7e \| Claudia Koster \| Pays-Bas \| Virtu Cycling Women \| + 0 s \| \| 8e \| Laura Tomasi \| Italie \| Top Girls Fassa Bortolo \| + 0 s \| \| 9e \| Daniela Gaß \| Allemagne \| Servetto-Stradalli Cycle-Alurecycling \| + 0 s \| \| 10e \| Janine van der Meer \| Pays-Bas \| Health Mate-Cyclelive Team \| + 0 s \| |                         |           |                                       |                 |
| |                         |           |                                       |                 |
| Source : ProCyclingStats |                         |           |                                       |                 |
| Classement général |                         |           |                                       |                 |
| Coureuse | Coureuse                | Pays      | Équipe                                | Temps           |
| 1re | Nina Kessler            | Pays-Bas  | Hitec Products-Birk Sport             | 3 h 02 min 48 s |
| 2e | Evy Kuijpers            | Pays-Bas  | Jan van Arckel                        | + 0 s           |
| 3e | Monique van de Ree      | Pays-Bas  | WaowDeals                             | + 0 s           |
| 4e | Ilaria Sanguineti       | Italie    | Valcar PBM                            | + 0 s           |
| 5e | Marjolein van 't Geloof | Pays-Bas  | Lotto Soudal Ladies                   | + 0 s           |
| 6e | Alison Jackson          | Canada    | Tibco-Silicon Valley Bank             | + 0 s           |
| 7e | Claudia Koster          | Pays-Bas  | Virtu Cycling Women                   | + 0 s           |
| 8e | Laura Tomasi            | Italie    | Top Girls Fassa Bortolo               | + 0 s           |
| 9e | Daniela Gaß             | Allemagne | Servetto-Stradalli Cycle-Alurecycling | + 0 s           |
| 10e | Janine van der Meer     | Pays-Bas  | Health Mate-Cyclelive Team            | + 0 s           |

### Barème des points UCI
| Position           | 1er | 2e | 3e | 4e | 5e | 6e | 7e | 8e à 10e |
| Classement général | 40  | 30 | 25 | 20 | 15 | 10 | 5  | 3        |